# Sivatherium
Genre
Sivatherium (« la bête de Shiva ») est un genre éteint d'artiodactyles de la famille des giraffidés. Il a vécu de la fin du Miocène au Pléistocène, entre 7 millions d'années et 120 000 ans.

## Description
Sivatherium ressemblait à l'okapi actuel, mais était bien plus grand et bâti plus lourdement ; il atteignait environ 2,20 m au garrot. Il avait sur la tête une paire de larges ossicônes semblables à celles des girafes, et une deuxième paire d'ossicônes au-dessus des yeux rappelant celles du grand koudou. Ses épaules étaient très puissantes afin de soutenir les muscles du cou, nécessaires pour supporter un crâne très lourd.

## Extension géographique
Sivatherium était présent de l'Afrique à l'Asie du Sud, surtout en Inde.

## Historique
La première espèce découverte en Afrique, Sivatherium maurusium, était placée autrefois dans un genre à part, Libytherium.

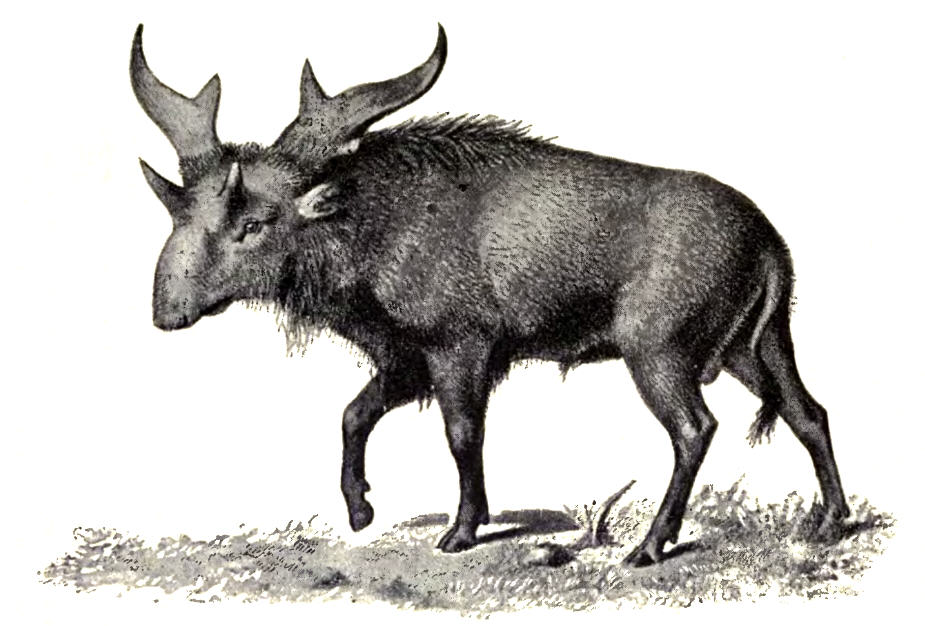
Ancienne reconstitution de Sivatherium (années 1890)
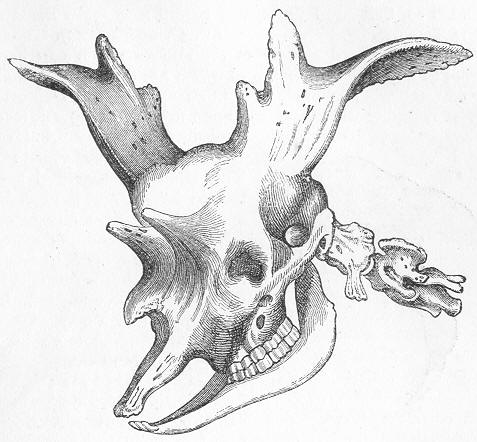
Crâne de Sivatherium
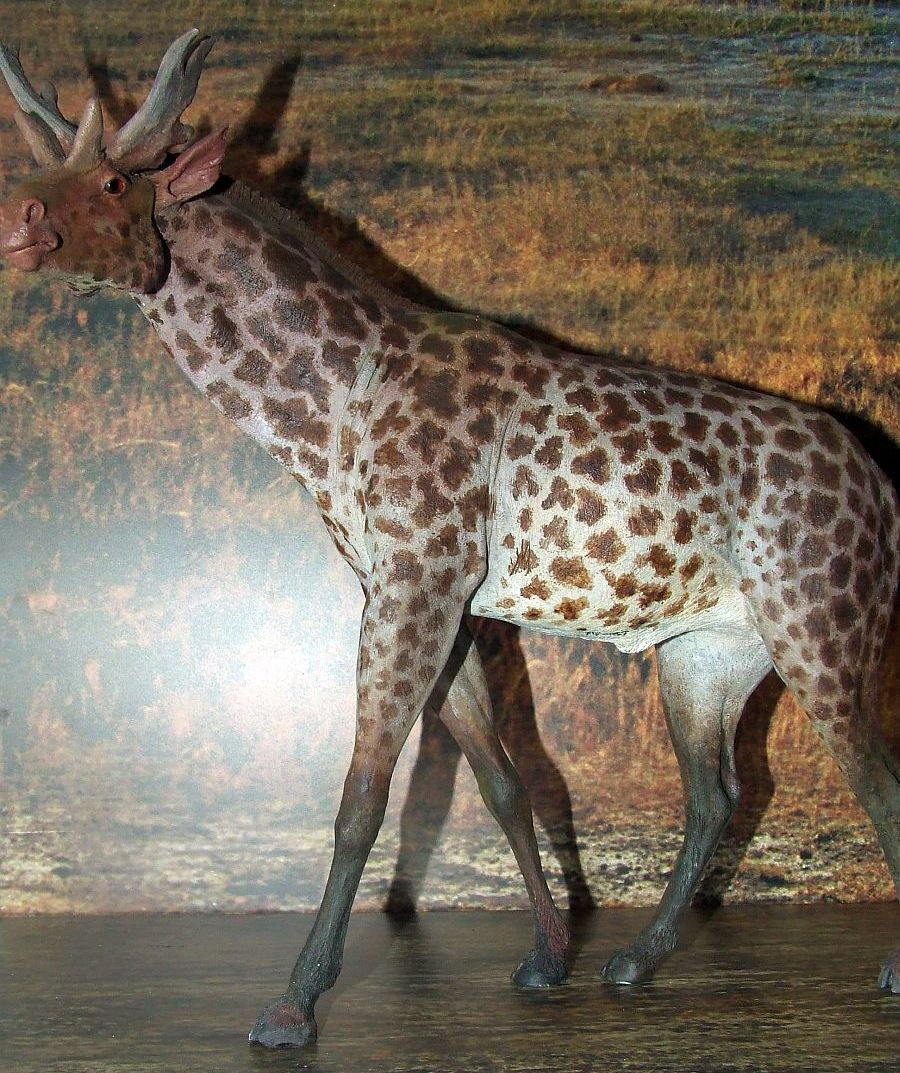
Reconstitution moderne de Sivatherium

## Liste des espèces
- Sivatherium giganteum
- Sivatherium hendeyi
- Sivatherium maurusium, Pomel 1893[1], Afrique
- Sivatherium olduvaiense, Afrique